# Operaciones aéreas en los portaaviones de la Armada de Estados Unidos

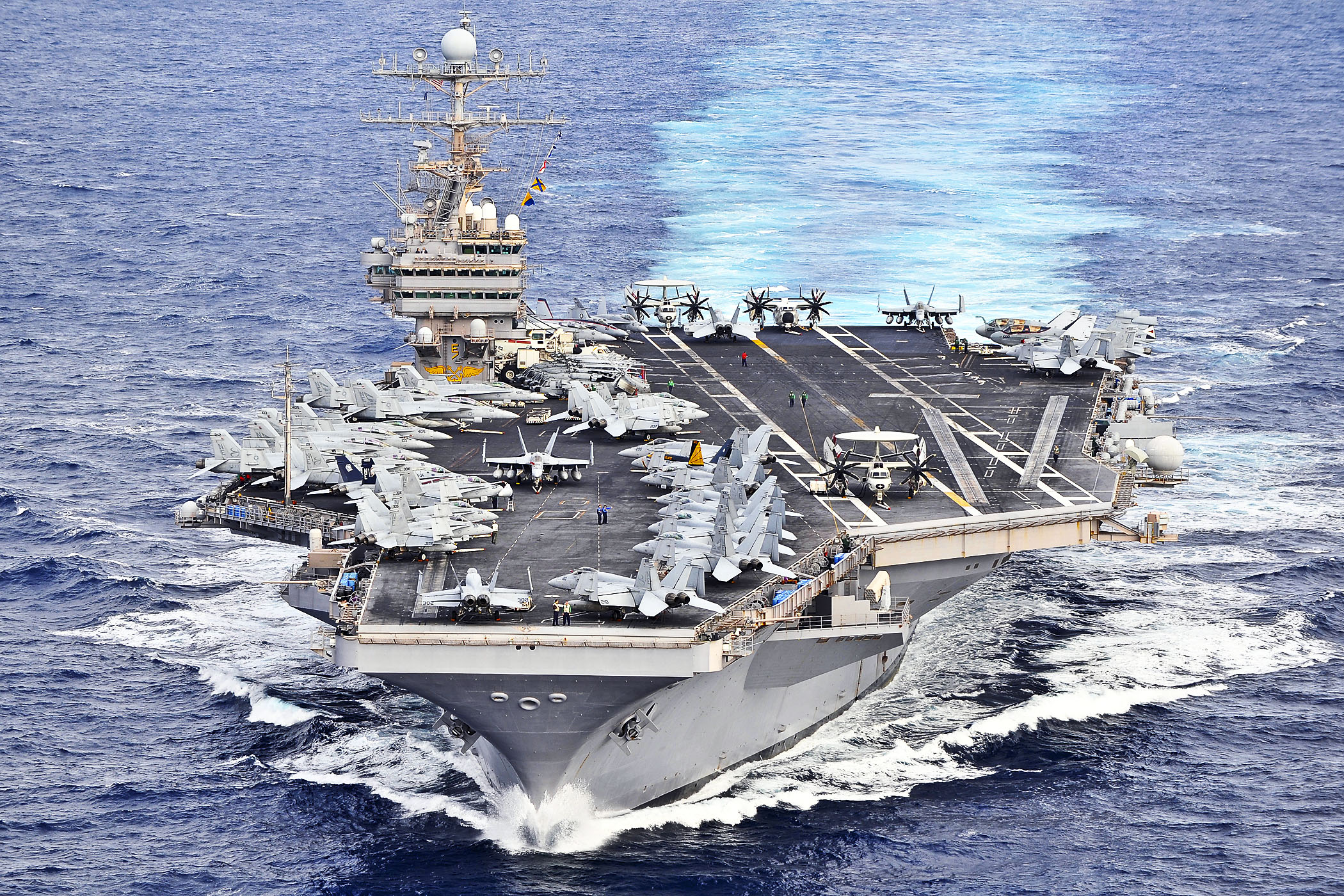
La cubierta de vuelo del USS Abraham Lincoln. (2011).

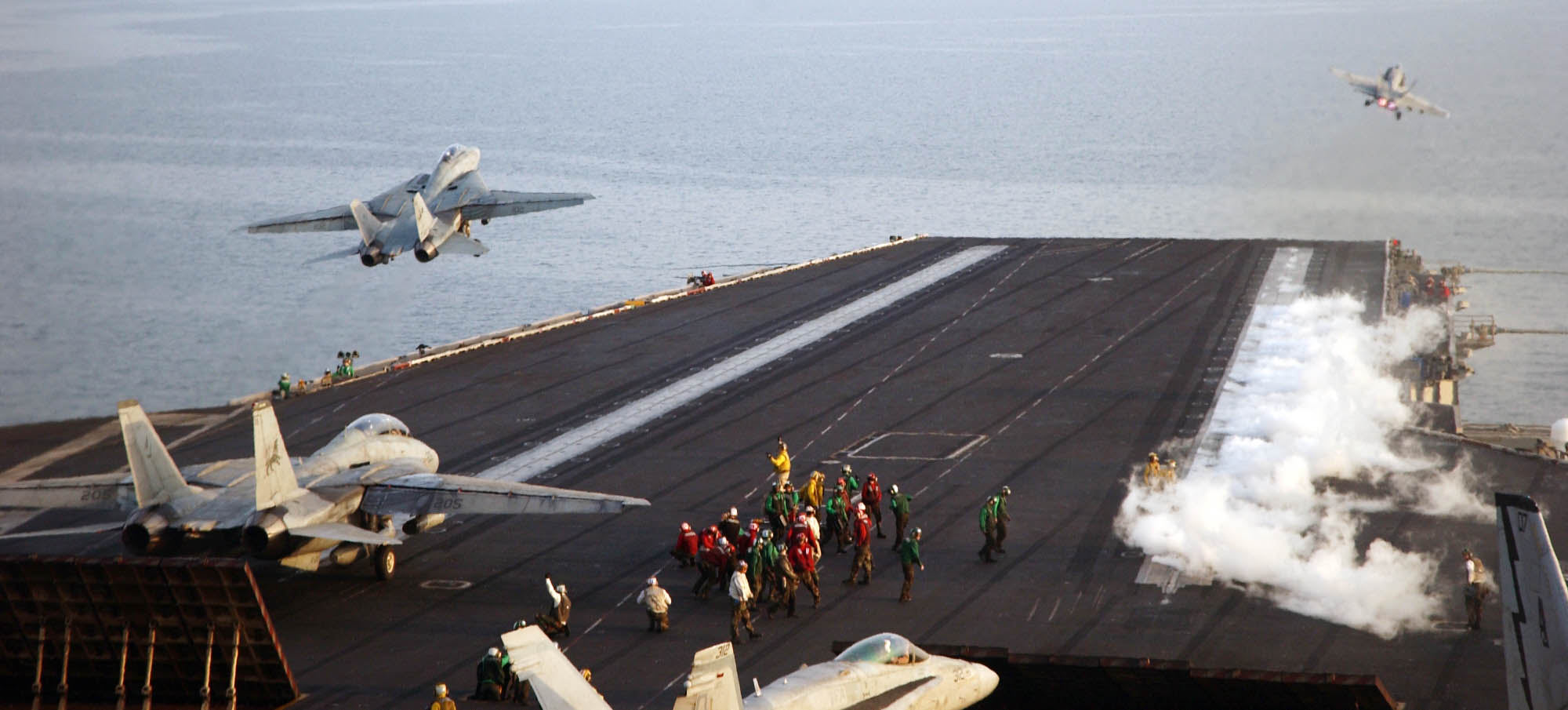
F-14D Tomcat despegando de la cubierta de vuelo del USS Theodore Roosevelt (CVN 71). (2006).

En los portaaviones de la Armada de Estados Unidos se llevan a cabo operaciones aéreas con aeronaves de ala fija y rotatorias en y alrededor de un portaaviones para realizar misiones de combate y no combatientes. Estas operaciones de vuelo han ido evolucionando a lo largo del tiempo y se remontan a 1922 con el USS Langley.

## Personal de la cubierta de vuelo
En la cubierta de vuelo de un portaaviones se hallan las tripulaciones especializadas para las diferentes funciones de la gestión de las operaciones aéreas. El personal de la cubierta de vuelo lleva uniformes de colores para distinguir visualmente sus funciones.
| Color    | Función |
| -------- | --- |
| Amarillo | - Oficial de movimiento de aeronaves - Oficial de catapulta y equipo de detención - Director de aeronaves: es el responsable de todos los movimientos de todas las aeronaves en la cubierta de vuelo y en el hangar. |
| Verde    | - Tripulación de catapulta y equipo de detención - Electricista de ayuda visual al aterrizaje - Mantenedor del escuadrón aéreo - Controlador de calidad del escuadrón aéreo - Manipulador de carga - Especialista en diagnóstico técnico de equipamiento de apoyo en tierra. - Corredor de gancho - Fotógrafo de a bordo - Personal de señalización para el aterrizaje de helicópteros. |
| Rojo     | - Encargado de artillería - Tripulación de salvamento y accidentes - Desactivador de explosivos - Bombero y equipo de control de daños |
| Púrpura  | - Mecánico de combustible |
| Azul     | - Controlador de aeronaves (alumno en prácticas) |

Todo el personal de la cubierta de vuelo tiene una función específica, que se ilustra por el color del jersey de cubierta, la chaqueta de flotación y el casco.El rango también puede identificarse por el patrón de los pantalones que usa la tripulación de la cubierta de vuelo:
- Pantalón azul marino: